# Herbert Kawan
Herbert Kawan, né le 26 mai 1903 à Dresde et décédé en 1969, est un compositeur et chef d'orchestre de la République démocratique allemande.

## Biographie
À l'âge de 18 ans, Kawan présente ses premières compositions en concert. Il étudie la musique à l'Université de Dresde et commence une carrière de chef d'orchestre. Il reçoit un engagement au Metropol-Theater de Berlin, où il fait ses premières adaptations d'opérettes. En collaboration avec le librettiste Peter Bejach, il écrit plusieurs opérettes à succès : Treffpunkt Herz (1951), Ferien am Schneeberg (1953) et Jedes Jahr im Mai (1954). Les premières ont lieu au Metrpol-Theater et sont très populaires dans les années 1950. Il compose également de la musique de film et de la musique de scène pour le théâtre.

## Œuvres principales

### Opéra
- Plautus im Nonnenkloster. (Texte: Max Butting), 1961.

### Opérettes et musiques de scène
- Treffpunkt Herz. (Texte: Peter Bejach), 1951.
- Ferien am Schneeberg. (Texte: Peter Bejach), 1953.
- Jedes Jahr im Mai. (Texte: Peter Bejach), 1954.
- Sterne, Geld und Vagabunden, Musik unter Verwendung italienischer Volksmelodien. Opérette en 2 actes (Texte: Erich Geiger), Dresde 1957.
- Die Abenteure der Mona Lisa. (Texte: Andreas Bauer), 1960.
- Treffpunkt Herz. (Texte: Peter Bejach), 1951.
- Sensation in London. (Texte: Andreas Bauer) - 1957, Rostock

### Comédies musicales
- Bei Mirandolina. (Texte: Erich Geiger), 1962.

## Sources
- (de) Cet article est partiellement ou en totalité issu de l’article de Wikipédia en allemand intitulé « Herbert Kawan » (voir la liste des auteurs).